# Busulfan
Il busulfan o busulfano (commerciato con il nome Myleran dalla GlaxoSmithKline o Busulfex IV dalla Otsuka America Pharmaceutical, Inc.) è un farmaco per terapie contro il cancro, in uso sin dal 1959.
È un agente antineoplastico alchilante non specifico, appartenente alla classe degli alchilsolfonati. Il suo nome IUPAC è 1,4-butanediol-dimetansulfonato.

## Storia
Busulfan è stato approvato dalla Food and Drug Administration (FDA) negli Stati Uniti d'America per il trattamento della leucemia mieloide cronica (LMC) nel 1999. Il trattamento con busulfan è di norma seguito da una terapia con ciclofosfamide (nei soggetti adulti) o melfalan (nei soggetti in età pediatrica) prima di esecuzione di un trapianto di midollo osseo allogenico. Busulfan è stato il cardine del trattamento chemioterapico di questa patologia fino a quando non è stato sostituito dal nuovo gold standard, imatinib.  Essendo stato sostanzialmente soppiantato dapprima dalla idrossiurea, quindi da interferone alfa e imatinib, e dato che il numero di pazienti che si sottopone a questo tipo di trattamento si è venuto via via riducendosi, il 29 dicembre 2000 l'Unione europea (UE), ha dichiarato il busulfan medicinale orfano (ovvero un medicinale usato nelle malattie rare).

## Farmacodinamica
Il busulfan è un alchilsulfonato. È un agente alchilante che forma legami tra le basi azotate del DNA, in particolare tra guanina e adenina e tra guanina e guanina. Questi forti legami tra basi impediscono la replicazione del DNA. Poiché questi reticoli di DNA non possono essere riparati (rimossi) da altri enzimi cellulari, la cellula dopo il trattamento con busulfan va incontro all'apoptosi.

## Farmacocinetica
Dopo somministrazione per via orale la biodisponibilità di busulfano è ampiamente variabile da individuo a individuo, in media intorno al 80%. Il picco di concentrazione plasmatica viene raggiunto entro 1 ora dalla somministrazione orale. La molecola si lega per il 30% circa con le proteine plasmatiche, e in particolare con l'albumina. Nell'organismo busulfan viene metabolizzato a livello epatico tramite una reazione con glutatione: questa reazione chimica è mediata dalla glutatione-S-transferasi. L'emivita media di eliminazione della molecola è di circa 2,5 ore. Solo una piccola quantità di busulfan (intorno al 1-2%) è escreta immodificata per via urinaria.

## Indicazioni
Busulfan è usato nei soggetti adulti e pediatrici in combinazione con ciclofosfamide o melfalan, oppure fludarabina/clofarabina come agente di condizionamento prima dell'esecuzione di un trapianto di midollo osseo, specialmente nella leucemia mieloide cronica (LMC) e altre forme di leucemie, linfomi e disordini mieloproliferativi (policitemia vera, mielofibrosi, trombocitemia essenziale).

## Dosi terapeutiche
In caso di terapia aggiuntiva con ciclofosfamide per la preparazione (condizionamento) prima del trapianto di midollo osseo in soggetti adulti, il busulfan viene somministrato per via endovenosa (EV) al dosaggio di 0,8 mg/kg ogni sei ore per un totale di 16 dosi (quattro giorni). 
L'infusione endovenosa di busulfan di solito richiede una somministrazione che si prolunghi per almeno due ore. Sia l'infusione EV che le formulazioni orali,  richiedono che il paziente sia preventivamente trattato con agenti antiemetici profilattici (es. ondansetron).
Tale somministrazione è bene sia continuata anche nelle ore successive all'infusione del chemioterapico, e sulla base delle necessità del paziente. Si raccomanda di assumere busulfan a stomaco vuoto per ridurre il rischio di nausea ed emesi.

## Effetti collaterali e indesiderati
Gli eventi avversi più spesso osservati dopo la somministrazione del farmaco sono di natura gastrointestinale (nausea, vomito, diarrea e ulcerazioni orali. Tra gli effetti indesiderati più gravi del trattamento si devono invece registrare una insufficienza midollare correlata alla dose utilizzata (anemia, leucopenia e trombocitopenia) e talvolta un'aplasia midollare irreversibile, una forma di ostruzione delle vene epatiche (malattia epatica veno-occlusiva), e la tendenza a sviluppare gravi infezioni sistemiche e sepsi. Comuni e spesso gravi sono anche i disturbi respiratori e in particolare una forma di sindrome polmonare idiopatica, cioè una polmonite diffusa di origine non-infettiva, che tende a presentarsi entro tre mesi dalla fase di condizionamento con busulfan, prima dell'esecuzione di un trapianto di midollo osseo allogenico o autologo; la biopsia polmonare eseguita su questi soggetti mostra una forma di malattia polmonare interstiziale con evoluzione verso la fibrosi.

## Controindicazioni
Il farmaco è controindicato nei soggetti con ipersensibilità nota al principio attivo o ad uno qualsiasi degli eccipienti. 
È inoltre controindicato nelle donne in gravidanza.

## Gravidanza e allattamento
L'uso di busulfan deve essere evitato durante il periodo di gravidanza, in particolare durante il primo trimestre. Il potenziale beneficio atteso per la madre deve essere attentamente valutato e bilanciato con il rischio potenziale per il feto. In letteratura medica sono riportati alcuni casi di anomalie congenite, verosimilmente attribuibili al busulfan. Tuttavia sono anche stati riportati diversi casi di neonati nati apparentemente normali nonostante l'esposizione intrauterina alla molecola, perfino durante il primo trimestre di concepimento.